# Leptopholcus talatakely
Leptopholcus talatakely is een spinnensoort in de familie van de trilspinnen (Pholcidae). De spin behoort tot het geslacht Leptopholcus. De wetenschappelijke naam van de soort werd voor het eerst geldig gepubliceerd in 2011 door Huber.
De soort is endemisch in Madagaskar. De soort komt voor in het zuidoosten van het eiland. Het holotype werd gevonden in nationaal park Ranomafana en had een lengte van 6 millimeter. Vrouwtjes hebben een lengte van 5,7 tot 7,3 millimeter, meestal 6,6 millimeter. De soort komt ook voor op het Andringitramassief.